# El Vendrell
El Vendrell [əl βənˈdɾeʎ] ist eine katalanische Stadt in der Provinz Tarragona im Nordosten Spaniens. Sie ist der Hauptort der Comarca Baix Penedès.

## Geographische Lage
Die Stadt liegt zwischen dem Mittelmeer und den Bergketten des Montsant und des Montserrat etwa 70 km südwestlich von Barcelona und 25 km nordöstlich von Tarragona.

## Teilorte
Coma-ruga (~ 3.200 Einw.) – Sant Salvador (~ 700 Einw.) – El Francàs (~ 950 Einw.) – Sant Vicenç de Calders (überregionaler Bahnhof) (~ 200 Einw.) – Sector del Sanatori (~ 1.150 Einw.) – El Vendrell (~ 24.000 Einw.)

## Kultur
In El Vendrell wurde am 29. Dezember 1876 der Cellist, Komponist und Pazifist Pau Casals geboren. Nach seinem Tod am 22. Oktober 1973 wurde Pau Casals zunächst in San Juan de Puerto Rico bestattet. Am 9. November 1979, nach Wiederherstellung der Demokratie in Spanien, wurde sein Leichnam nach El Vendrell überführt. In seinem Geburtshaus befindet sich heute das Casals-Museum. Vor dem nach ihm benannten Konzertsaal steht eine Büste Casals, geschaffen von Josep Maria Subirachs.

## Gewerbe
El Vendrell ist der Hauptort des Weinanbaugebiets Penedès. Der Weinbau spielt neben der Industrie auch heute noch eine bedeutende Rolle im Wirtschaftsleben.

## Söhne und Töchter der Stadt
- Pau Casals, Cellist und Komponist, * 29. Dezember 1876; † 22. Oktober 1973 in San Juan de Puerto Rico
- Andreu Nin, spanischer Revolutionär, * 4. Februar 1892; † 20. Juni 1937 bei Madrid
- Manuel Nin OSB, griechisch-katholischer Exarch von Griechenland, * 20. August 1956

## Städtepartnerschaften
- Sabaudia (Italien), seit 2002